# 패트릭 헨리

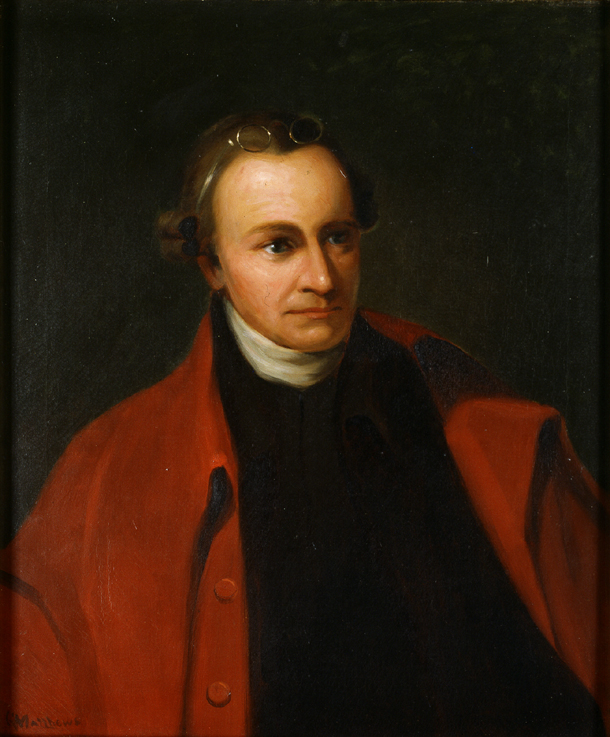
패트릭 헨리

패트릭 헨리(Patrick Henry, 1736년 5월 29일 ~ 1799년 6월 6일)는 미국의 정치가·독립 운동가이다.
독학으로 변호사가 된 그는, 1765년 버지니아 식민지 회의 의원이 되어 미국의 독립운동에 앞장섰다. 그 후 대륙 회의 대표, 버지니아주 지사 등을 지내고, 독립 혁명 후에는 버지니아 주에서 종교의 자유를 법률로 제정하는 데 힘썼다. 또한 민주적인 헌법을 실현시키려고 많은 노력을 하였다. 특히 리치몬드에서 그가 한 연설 가운데 독립을 주장하면서 외친, "자유가 아니면 죽음을 달라!"(Give me liberty, or give me death!)라는 말로 유명하다.
```
버지니아 주지사:재임기간- 
1776년
~
1779년
```

## 주요 활동
1763년 사제의 소송에서 조지 3세를 독재자로 말하며 항거하였다.
1765년 버지니아 식민지 의회의 하원의원에 당선되었다.
1784년 버지니아 식민지의 최초 주지사로 당선되었다.
1787년 헌법회의에서 반연방주의자로 헌법의 제정에 반대하였다. 그는 헌법이 개인의 기본권을 억제하고, 정부의 권한을 지나치게 옹호한다고 주장하였다.

## 역대 선거 결과
| 선거명      | 직책명          | 대수 | 정당       | 득표율  | 득표수 | 결과 | 당락                 |
| ----------- | --------------- | ---- | ---------- | ------- | ------ | ---- | -------------------- |
| 1776년 선거 | 버지니아 주지사 | 1대  | 반연방주의 | 100.00% | 1표    | 1위  | 버지니아 주지사 당선 |
| 1777년 선거 | 버지니아 주지사 | 1대  | 반연방주의 | 100.00% | 1표    | 1위  | 버지니아 주지사 당선 |
| 1778년 선거 | 버지니아 주지사 | 1대  | 반연방주의 | 100.00% | 1표    | 1위  | 버지니아 주지사 당선 |
| 1784년 선거 | 버지니아 주지사 | 6대  | 반연방주의 | 100.00% | 1표    | 1위  | 버지니아 주지사 당선 |
| 1785년 선거 | 버지니아 주지사 | 6대  | 반연방주의 | 100.00% | 1표    | 1위  | 버지니아 주지사 당선 |

## 참고 자료
- 이 문서에는 다음커뮤니케이션(현 카카오)에서 GFDL 또는 CC-SA 라이선스로 배포한 글로벌 세계대백과사전의 내용을 기초로 작성된 글이 포함되어 있습니다.